# Gustav W. Rogge
Gustav Rogge (* 30. Oktober 1903 in Lehe; † 3. Juli 1987 in Bremerhaven) war ein deutscher Bauingenieur und Bauunternehmer.

## Leben
Rogge war Enkel, Sohn und Bruder Bremerhavener Bauunternehmer. Nach dem Abitur an der Oberrealschule in Lehe, der heutigen Lessingschule, studierte Rogge bis 1927 an der TH München und der TH Danzig Bauingenieurwesen. In Bremerhaven bewährte er sich mehrere Jahre bei öffentlichen und privaten Bauvorhaben, vor allem als Assistent von Arnold Agatz beim Bau der Nordschleuse. 1930 wurde er in Danzig zum Dr.-Ing. promoviert.

### Familienunternehmen
Kurz darauf trat er in das großväterliche Familienunternehmen ein, das nach dem Tode seines Vaters und angesichts der Weltwirtschaftskrise einer Neustrukturierung bedurfte. Die seit 1931 eigenständigen Unternehmen Holzhandel und Holzbearbeitung von Rogges Vettern unter dem Namen W. & H. Rogge weitergeführt. Rogge selbst gründete das Unternehmen Gustav W. Rogge, mit dem er die Aktivitäten im Hochbau und Tiefbau fortsetzte. Nach anfänglich erheblich reduziertem Geschäftsumfang gelang Rogge in der Weltwirtschaftskrise ein neuer Aufschwung. Dabei war er in hohem Maße auch überregional beim Bau von Industrie-, Hafen- und Verkehrsanlagen und zunehmend bei militärischen Anlagen beteiligt. Im Zweiten Weltkrieg erhielt das Unternehmen umfangreiche Aufträge in den besetzten Gebieten Osteuropas wie auch in Italien und Nordafrika. Die Luftangriffe auf Wesermünde zerstörten den am Alten Hafen gelegenen Betrieb. Verschont blieben nur die ausgelagerten Geräte. Rogge baute das Unternehmen 1948 auf dem Areal des ehemaligen Technischen Betriebs des Norddeutschen Lloyd wieder auf und erweiterte es. Nachdem seine Söhne in die Geschäftsführung eingetreten waren, zog er sich 1970 aus dem operativen Geschäft zurück. Die Fa. Gustav W. Rogge und ihre Tochtergesellschaften engagieren sich im See-, Hafen-, Stahlbeton- und Ingenieurhochbau, im Maschinenbau und Marine Consulting. Gustav Rogge starb im 84. Lebensjahr und wurde auf dem Friedhof Bad Bederkesa beigesetzt.

### Ehrenämter
Rogge war regional und überregional in zahlreichen wirtschafts- und standespolitischen Funktionen aktiv. 1953–1958 war er Präsident der Industrie- und Handelskammer Bremerhaven. Dem Arbeitgeberverband Bremerhaven gehörte er als Vorstandsmitglied ebenso an wie der Vereinigung der Arbeitgeberverbände im Lande Bremen. Die Bauindustrie vertrat er im Vorstand des Verbandes industrieller Bauunternehmungen des Unterweser-Ems-Gebietes, im Deutschen Beton-Verein und im Präsidium des Hauptverbandes der Deutschen Bauindustrie. Auch für kulturelle Angelegenheiten setzte er sich ein, u. a. als Gründungsmitglied der Gesellschaft Bremerhaven 1947 sowie durch eine namhafte Spende zur Restaurierung der Orgel von St. Peter und Paul (Cappel).

### Familie
Rogge war seit 1931 verheiratet mit Elisabeth Ballehr (* 1910), Tochter des Kapitäns Dietrich Ballehr. 1937 ließ er sich von Fritz Höger in Bederkesa ein Landhaus erbauen. Ab 1950 stand der Familie eine repräsentative Stadtwohnung auf dem Firmengrundstück zur Verfügung. Die Söhne Dr. Thomas Rogge (* 1932) und Johann Conrad Rogge (* 1936) traten 1963 und 1968 in die Geschäftsführung ein. Die Tochter Bettina war mit dem Bremerhavener Rechtswissenschaftler Fritz Reichert-Facilides verheiratet.

## Ehrungen

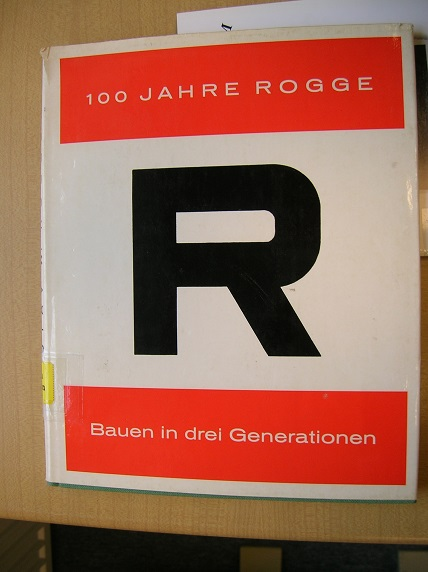
Firmenzeichen

- Ehrenmitglied des Hauptverbandes der Deutschen Bauindustrie